# Tsubame (Niigata)
Tsubame (燕市 Tsubame-shi?) es una ciudad situada en la Prefectura de Niigata, Japón.
La ciudad fue fundada el 31 de marzo de 1954 por la fusión con cuatro ciudades y pueblos. Casi 52 años más tarde el 20 de marzo de 2006, el viejo Tsubame se fusionó con Bunsui y Yoshida del distrito de Nishikanbara para formar la nueva ciudad de Tsubame.

## Información
El 1 de abril de 1954 cuatro pueblos establecen una fusión formando así a Tsubame. Después de 52 años en el año 2006 se forma un nuevo Tsubame al fusionarse con Yoshida. 
La ciudad es la número siete con más población en Japón y la segunda más poblada en la prefectura, superada únicamente por Kashiwazaki.
La producción de artículos de mesa es una parte muy importante en la industria de la ciudad y tiene gran reputación en el mercado de todo el mundo.
Se ubica en la región central o provincia. adyacente a Sanjo, Junto a la región central de la provincia de Kamo.
Se está formando un área metropolitana, por detrás de la ciudad de Niigata, y la ciudad de Nagaoka.

## Ciudades fronterizas
- Niigata
- Nagaoka
- Sanjo
- Yahiko

## Gobierno
- Alcalde: Ryoku Suzuki (鈴木力?) (Tsutomu Suzuki), Nombrado el 23 de abril de 2010.

### Exalcaldes
- Takahashi Jinkichi (高橋甚?) (Takahashi Jin'ichi)

## Economía

### Industria
- Creación de Vajillas de metal (Principalmente cubiertos), la ciudad es famosa por ello. Tiene el 90% de la producción de productos de este tipo en Japón.
- Acero y maquinaria en adición a lo anterior, fabricación de piezas de automóviles, también activo en la elaboración de productos no metálicos.[3]

### Principales empresas
- Gyokusendo - Consagrada compañía y una de las principales productoras de arte tradicional japonés.
- Ming Metal
- Hokuetsukogyo - Fabricantes de maquinaria de construcción.
- Samsung Kinzoku - Fabricantes de barras de acero para hormigón gigante (no está relacionado con la empresa Samsung de Corea).
- Kimura - Distribuidora de alimentos, famosa por su producto "Kirimochi" que es conejo mochi.
- Endo Seisakujo - Fabricante de cabezas de palos de golf. También conocida en el procesamiento de acero inoxidable para piezas de automóviles.
- Endo Kōgyō - Piezas de maquinaria industrial, Y herramientas de fabricante. La compañía anterior es irrelevante.
- Endoshoji - Maquinaria y equipos para la cocina profesional, hace importaciones al por mayor y fabricación de artículos de mesa de acero inoxidable.
- Fujitsu Frontech - Oficina fabricante de máquinas.
- Panasonic Electric Works - Equipos y suministros, tales como la iluminación.
- Fujii Corporation - fabricación de quitanieves y maquinaria agrícola.
- Akebono industry - Famoso por el desarrollo de la "cuchara de madera que no se pega".
- Yunifuremu - Fabricación de equipos de campamento.
- Industrial stainless Wada - Fabricación de metales semicondutores inoxidables de alta pureza.
- Toyo Riken - Acero inoxidable, aluminio, tratamiento superficial de titanio, etc.
- Sakurai - Fabricante de vajillas.[4]
- Twinbird - Fabricación de pequeños electrodomésticos.
- Yamazaki metal industry - Uno de los fabricantes y distribuidores de vajilla inoxidable, su imagen representativa es una golondrina.
- Tiger Industrial Fuji - Un fabricante especializado de cuchillos de cocina profesionales, es una marca familiar de "Tojiro".
- Emutetorimatsu Ltd - Cocina al por mayor de comidas de restaurante.
- Akira industry
- Kyoeishin'yokumiai - Cooperativa de créditos con sede en Tsubame.

## Educación
No hay universidades en la ciudad. Además, Se ha puesto de manifiesto una visión de establecer un campus de la Universidad de Niigata en Tsubame.

## Turismo

### Festivales
- Bunsui oiran dōchū (Mediados de abril)
- Fiesta de Primavera del santuario de golondrinas Togakushi (Mediados de mayo)
- Festival del santuario (24 y 25 de mayo)
- Hien Summer Festival (3 de julio)
- Festival de Cuencas (22 días a partir del 20 de julio)
- Yoshida Festival (28 días a partir del 26 de julio)
- Festival de Otoño del santuario de golondrinas Togakushi (15 de septiembre)
- Echigo kuga mi yama shutendōji gyōretsu (Mediados de octubre)

### Atracciones turísticas
- Museo de Historia de la Industria Tsubame
- Gran museo Shinano

#### Parques de atracciones
- torre del Agua
- Temple Kuni-jo
- Gogōan
- Dai Kawadzu kadōzeki
- Yonōdzu inseki rakka-chi

## Ciudades hermanas
- Dundee, Míchigan, Estados Unidos (24 de mayo de 1994)
- Sheboygan, Wisconsin, Estados Unidos (11 de enero de 1996)

## Gente famosa de Tsubame
- Chinami Nishimura (político)
- Killer Khan (luchador profesional)
- Kiriko Nananan (mangaka)
- Yusaku Kamekura (diseñador gráfico)
- Shigeji Kaneko (boxeador)
- Kaori Uesugi (cantante)
- Yasuo Harada (jugador de shogi)
- Junji Hoshino (beisbolista)
- Misao Yokoyama (pintor Nihonga)[5]